# Rhododendron gaultheriifolium
Rhododendron gaultheriifolium är en ljungväxtart som beskrevs av J. J. Smith. Rhododendron gaultheriifolium ingår i släktet rododendron, och familjen ljungväxter. Utöver nominatformen finns också underarten R. g. expositum.